# Uncial 057
Uncial 057 (nos numeriais de Gregory-Aland), é um manuscrito uncial grego do Novo Testamento, datado pela paleografia em torno dos séculos IV e V.